# Белозёров, Борис Павлович
Белозёров Борис Павлович (род. 6 марта 1934 года,  Ленинск-Кузнецкий Кемеровской области) — специалист в области технологий машиностроения, доктор технических наук, профессор кафедры «Машины и аппараты химических производств» (МАХП) Северского технологического института Национального исследовательского ядерного университета Московского инженерно-физического института (МИФИ), профессор кафедры механики и инженерной графики (МиИГ) Юргинского технологического института ТПУ, академик Международной Академии безопасности жизнедеятельности и экологии, член-корреспондент Томского филиала Российской Инженерной Академии. 

## Биография
Белозёров Борис Павлович родился 6 марта 1934 года в городе Ленинск-Кузнецкий Кемеровской области в семье служащих. Его отец, Белозёров Павел Яковлевич, работал бухгалтером, мать, Власова Валентина Николаевна — домохозяйка.
Борис Павлович учился в средней школе № 10 города Ленинск-Кузнецкий. В 1957 году окончил механический факультет Томского политехнического института (ПТИ, ТПУ), получив специальность «Технология машиностроения, станки и режущий инструмент». Продолжил образование в аспирантуре Томского политехнического института на кафедре № 24 физико-технического факультета. В 1963 году окончил аспирантуру и в 1964 году защитил кандидатскую диссертацию. В 1986 году защитил докторскую диссертацию в Московском текстильном институте.
По окончании учебы, с 1957 по 1960 год работал в отделе главного конструктора учреждения п/я 153, в 1964 году перевелся на работу заместителем главного конструктора, одновременно работал заведующим кафедрой МАХП Отделения № 1 ТПИ. В 1969 году перевелся на работу в город Чернигов во Всесоюзный НИИ машин для производства синтетических волокон. С 1987 года работал заведующим кафедрой в Черниговском филиале Киевского политехнического института.
С 1996 года Борис Павлович на должности профессора кафедры «Машины и аппараты химических производств» Национального исследовательского ядерного университета МИФИ, с 2006 года является профессором кафедры механики и инженерной графики Юргинского технологического института ТПУ.
Своими учителями и наставниками считает профессоров М. Ф. Полетика, А. М. Розенберга, главного инженера СХК Н. С. Осипова, главного конструктора СХК, лауреата Ленинской премии В. П. Коробцева.

## Научная деятельность
Область научных интересов: нетканые материалы из расплава полимеров, из волокон и волокнистых отходов, технологии и оборудование для реконструкции основных производств СХК. В свое время Борис Павлович участвовал в работах по механизации и автоматизации производственных процессов, в создании фторидных производств и оборудования для заводов СХК, при его участии был создан автомат для сортировки блоков промышленных ядерных реакторов.

## Семья
Белозёров Борис Павлович женат, имеет дочь.